# Mystické narození
Mystické narození (italsky Natività mistica) je název obrazu namalovaného italským renesančním umělcem Sandrem Botticellim.
Pro pochopení významové interpretace a pohnutek, které vedly umělce k namalovaní tohoto obrazu, je třeba seznámit se s událostmi, které hýbaly Florencií na konci 15. století.

## Okolnosti vzniku díla
Konec 15. století se nesl ve znamení apokalyptických vizí a předpovědí o blížících se posledních dnech světa. Lidi se zmocňoval strach z hrozícího konce a očekávaného posledního soudu. Mnozí kazatelé a vizionáři (nejznámějším byl dominikánský mnich Girolamo Savonarola) vyzývali obyvatele, aby konali pokání za své hříchy, jehož součástí mělo být osvobození se od přepychu a materiálních statků. 7. února 1497 Savonarola uspořádal na centrálním florentském náměstí Piazza della Signoria procesí a tzv. hranici marnivosti, kde dal veřejně spálit údajné symboly světské neřesti: drahé šaty, umělecká díla, nábytek. Mnozí podlehli jeho výzvám. Mezi Savonarolovy obdivovatele patřil i Botticelli. Ani on nebyl ušetřen obav o budoucnost a údajně sám spálil některé ze svých obrazů.
Savonarolovo vystoupení však časem získalo rysy fanatismu, což vyvolalo mezi občany odpor. Když do svých kázání zahrnul i kritiku církve a jejích představitelů, vysloužil si nejprve exkomunikaci a pozdější obvinění z kacířství. Svůj život ukončil 23. května 1498 na hranici.
Události tohoto období se odrazily i ve výtvarných dílech florentských umělců; v případě Botticelliho hned v několika obrazech. Pravděpodobně nejvýstižněji tyto události odráží Mystické narození.

## Kompozice díla
Při prvním pohledu jde o klasickou scénu narození Ježíše Krista. Střed obrazu zajímá skalnatá jeskyně s deskovou střechou před vchodem. Otvorem v její zadní části vidět louku, na kterou dopadá ranní světlo. Kolem Marie a Josefa klečí pastýři. Nad scénou klanění se modré nebe otevírá do zlaté svatozáře, ve které tančí andělé držící v rukou olivové větvičky, symbol míru, s přivázanými korunami.

## Sémantická interpretace
Pro význam obrazu je důležitý děj odehrávající se před jeskyní. Zde vidíme tři dvojice objímajících se andělů a smrtelníků jako symbol usmíření a tři ke kůlům přivázané démony představující konec Satanovy vlády na lidstvem.
Úmysly vedoucí k namalování tohoto obrazu jakož i klíč k jeho pochopení sděluje řecký nápis na samém vrchu díla: "Já, Sandro, jsem namaloval tento obraz koncem roku 1500 za pohrom pro Itálii, v polovině času po čase, podle jedenácté [kapitoly] svatého Jana, za druhého "běda" v Apokalypse, když byl ďábel osvobozen na tři a půl roku. Ve dvanácté [kapitole] bude spoután a uvidíme ho [svrženého] jako na tomto obraze ".
Proč Botticeli použil řečtinu, kterou neovládalo mnoho lidí, namísto známější latiny, není spolehlivě prokázáno. Nápisu se pro jeho tajemné znění přisuzovaly různé významové interpretace.
Obraz vyjadřuje myšlenku příchodu času míru, který bude následovat po událostech popsaných sv. Janem v Apokalypse. V jedenácté kapitole autor píše (Zj 11, 1-2): "1 Tu mi byla dána rákosová míra a anděl mi řekl: „Vstaň, změř Boží chrám i oltář a spočítej ty, kteří se tam klanějí. 2 Ale vnější chrámový dvůr vynech a neměř, protože byl vydán pohanům; ti budou pustošit svaté město po dvaačtyřicet měsíců", tj. tři a půl roku.
Poté proběhne proroctví, které Jan popisuje ve dvanácté kapitole (Zj 12, 1-5): "1 A ukázalo se veliké znamení na nebi: Žena oděná sluncem, s měsícem pod nohama a s korunou dvanácti hvězd kolem hlavy. 2 Ta žena byla těhotná a křičela v bolestech, neboť přišla její hodina. 3 Tu se ukázalo na nebi jiné znamení: Veliký ohnivý drak s deseti rohy a sedmi hlavami, a na každé hlavě měl královskou korunu. 4 Ocasem smetl třetinu hvězd z nebe a svrhl je na zem. A drak se postavil před ženu, aby pohltil její dítě, jakmile se narodí. 5 Ona porodila dítě, syna, který má železnou berlou pást všechny národy; ale dítě bylo přeneseno k Bohu a jeho trůnu. ... 9 A veliký drak, ten dávný had, zvaný ďábel a satan, který sváděl celý svět, byl svržen na zem a s ním i jeho andělé." Podle tohoto proroctví se objeví žena z Apokalypsy, která utekla před ďáblem a porodí dítě. Tato žena byla ztotožňována s Marií, která přivedla na svět Krista, ale současně byla interpretována jako symbol církve, která se díky narození Spasitele dočká obnovy. Nový den, na obraze znázorněn ranními paprsky prosvítajícími mezi stromy, přinese věčný mír a navěky zapudí ďábla.